# San Giorgio Lucano
San   Giorgio Lucano község (comune) Olaszország Basilicata régiójában Matera megyében.

## Fekvése
A megye délnyugati részén fekszik, egy a Sarmento (a Sinni mellékfolyója) völgyére néző domb tetején. 

## Története
A települést 1534-ben alapították albán telepesek, akiket a törökök üldöztek el országukból. Ezt követően a noiai (ma Noepoli) herceg birtoka lett. A feudalizmus felszámolásával a Nápolyi Királyságban, 1810-ben önálló község lett.

## Népessége
A népesség számának alakulása:

## Főbb látnivalói
- San Francesco d’Assisi-templom (17. század)
- Madonna del Pantano-szentély (17. század)
- Madonna delle Grazie-templom (1770)
- Palazzo Zito (17. század)